# Apelación (cricket)

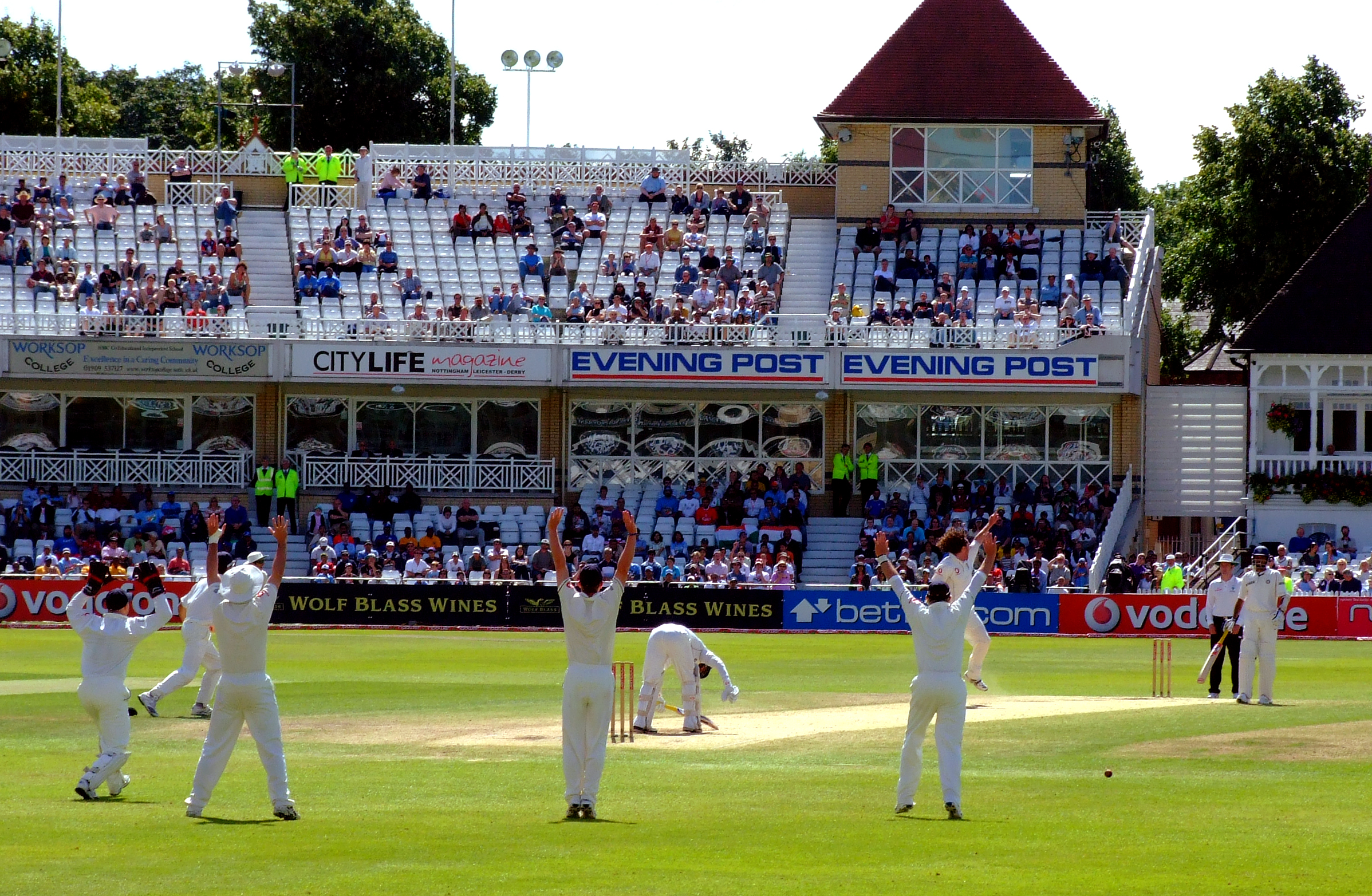
Apelación de jugadores ingleses por una pierna por delante del wicket en un "Test Match" contra la India, 2007.

En el deporte del críquet, una apelación consiste en que un jugador (o jugadores) del equipo defensor solicite al árbitro cesar a un bateador del partido en juego. Según el artículo 31 del reglamento del críquet, un árbitro no puede mandar fuera a un bateador a menos que  el defensor se lo pida. Ha habido ocasiones en las que un bateador fue cesado por el árbitro, pero el despliegue del equipo desatendió la apelación, por lo que el árbitro tuvo que retractarse. Una apelación puede ser hecha en cualquier punto antes del bateo de la pelota. En muchas ocasiones, ha ocurrido que estando el bateador técnicamente fuera, el equipo de defensa no se ha dado cuenta, por lo que se olvidó de apelar, y por lo tanto el árbitro no lo declaró fuera.

## Reglamento del críquet
Según el reglamento del críquet, una apelación es una consulta verbal, normalmente en forma de pregunta a un árbitro ("How's that?" en español: Que fue eso?). Desde que la toma de un wicket es un evento importante en el juego, los miembros del equipo a menudo gritan esta frase con gran entusiasmo, y se ha transmutado en la forma ligeramente abreviada, " ¿Howzat ? ", A menudo extendiendo mucho la sílaba final. A veces, la segunda sílaba se omite por completo, el jugador que emite un grito alargado de simplemente "Zat?"  (en español " ¿Cómo?"). Muchos de los jugadores también levantan sus brazos o apuntas hacia el árbitro cuando parte de la apelación. Algunos jugadores han establecido sus apelaciones de marcas propias.
Aunque  técnicamente se requiere una apelación para que el árbitro tome una decisión, en la práctica a menudo es obvio para todos que un bateador está fuera, y el bateador puede caminar fuera de la cancha, sin esperar a la decisión del árbitro .Sin embargo, el bateador siempre tiene derecho a mantenerse firme y esperar a una decisión del árbitro. En los casos en que consideren que no podrían estar fuera, como una captura tomada bajo cerca de la hierba o en los que no está claro si la pelota pegó en el bate, los bateadores no toman la opción de salir del campo. Le corresponde entonces al equipo defensor apelar una decisión. A veces un bateador caminará incluso cuando no está claro para los demás que él está fuera, si están convencidos de que estaba fuera; esto es considerado el epítome de la conducta deportiva.

## Decisiones
Algunas decisiones, como colocar la pierna por delante del wicket, siempre requieren una apelación y la decisión del árbitro, ya que ningún bateador puede tener el entendimiento del árbitro en lo que requiere a considerar en su juicio varios factores. Correr fuera y pisotones suelen ser apelados y decididos por un árbitro, a menos que el bateador esté claramente fuera de su lugar y obviamente fuera. La apelación difiere enormemente de intimidar en el contexto que apelar no se supone sea ofensivo, intimidante o represente una burla hacia el otro equipo, y es más  una celebración del equipo que apela. Sin embargo, el exceso de atractivo está en contra del Código de Conducta del Consejo Internacional de Críquet:
Según el Código de Conducta del Críquet,  está considerado antideportivo:
- Apelar en exceso;
- Apelar de una manera intimidante hacia un árbitro; o
- Apelar sabiendo que el bateador no está fuera.

Cualquier caso de este tipo de comportamiento se castigan con multas o prohibiciones de partidos, adjudicada e impuesta por el árbitro del partido.

## Incidentes notables
El lanzador indio Sreesanth ha sido multado por exceso de apelar en varias ocasiones, en particular por apelar por segunda vez después de que el árbitro ya había sacudido la cabeza.
En 2001, Mike Denness prohibió a Virender Sehwag por un Match y multó a otros jugadores indios por embestir contra el árbitro (intimidación) en un test match ante Sudáfrica, haciendo estallar un incidente diplomático, después de que la junta directiva de la India exigió que no se le permitiera a Denness ungresar al estadio en el siguiente partido y fue sustituido. Con posterioridad al partico el Consejo Interbnacional de Críquet determinó que el citado partido no debía ser considerado un Test Martch válido.